# Không quân Hoa Kỳ ném bom phố Khâm Thiên, Hà Nội
Ngày 26 tháng 12 năm 1972, Không quân Hoa Kỳ đã ném bom phố Khâm Thiên và rất nhiều nơi khác ở miền Bắc với mục tiêu "Đưa miền Bắc về thời kỳ đồ đá" và ở phố Khâm Thiên đã có gần 2.000 ngôi nhà bị đánh sập, cướp đi 287 sinh mạng, làm bị thương 266 người. Người dân phố Khâm Thiên thường gọi sự kiện này là Đêm B52.

Một đoạn phố Khâm Thiên sau trận ném bom bằng máy bay B-52 của không quân Hoa Kỳ đêm ngày 26 tháng 12 năm 1972

## Bối cảnh
Cuộc ném bom là một phần trong Chiến dịch Linebacker II của Không quân Hoa Kỳ
Ném bom khu dân cư Khâm Thiên là một sai lầm của Chính phủ Hoa Kỳ trong việc giành lấy lợi thế trên bàn đàm phán ở Hiệp định Paris dù mục tiêu ban đầu của không quân Mỹ là các cơ sở quân sự và kinh tế của Việt Nam Dân chủ Cộng hòa chứ không phải các khu dân cư. Trước đó, ngày 22/12, không quân Mỹ đã ném bom trúng Bệnh viện Bạch Mai, khiến 28 người thiệt mạng. Khi Khâm Thiên trúng bom, công tác cứu hộ vẫn đang khẩn trương tiến hành ở bệnh viện Bạch Mai.
Tuần cuối cùng của tháng 12/1972. Người Mỹ tỏ ra giữ lời khi ngừng ném bom Hà Nội ngày Giáng sinh 25/12. Nhưng, sau này nhiều người đã nói đó chỉ là một cái bẫy, bởi hệ quả của việc Mỹ ngừng ném bom là rất nhiều người dân đã trở về nhà để lấy thêm nhu yếu phẩm mang đến nơi sơ tán. Đêm 26/12/1972, không quân Mỹ cấp tập ném bom trở lại, trận bom B52 hủy diệt đã ném trúng phố Khâm Thiên khiến toàn bộ 6 khối phố tại đây hầu như bị xóa sạch.

## Diễn biến
Hồi 22h ngày 26/12/1972, Không quân Mỹ đã cho máy bay B52 đến ném bom rải thảm dọc phố và khu chợ Khâm Thiên phá hủy ngay lập tức 534 ngôi nhà. Tội ác Mỹ ngay lập tức làm chết 287 người, trong đó có 40 cụ già, 56 trẻ em, 94 phụ nữ, 97 nam giới. Số người bị thương là 290 người; 178 trẻ em bị mồ côi ngày đó.
Sáng 27/12/1972, máy bay Mỹ vẫn tiếp tục quần thảo trên bầu trời Hà Nội
Không chỉ Khâm Thiên mà Bệnh viện Bạch Mai, khu tập thể 8/3... cũng bị B52 tàn phá. Hàng trăm người phải chịu nỗi đau mất người thân.

## Tưởng niệm

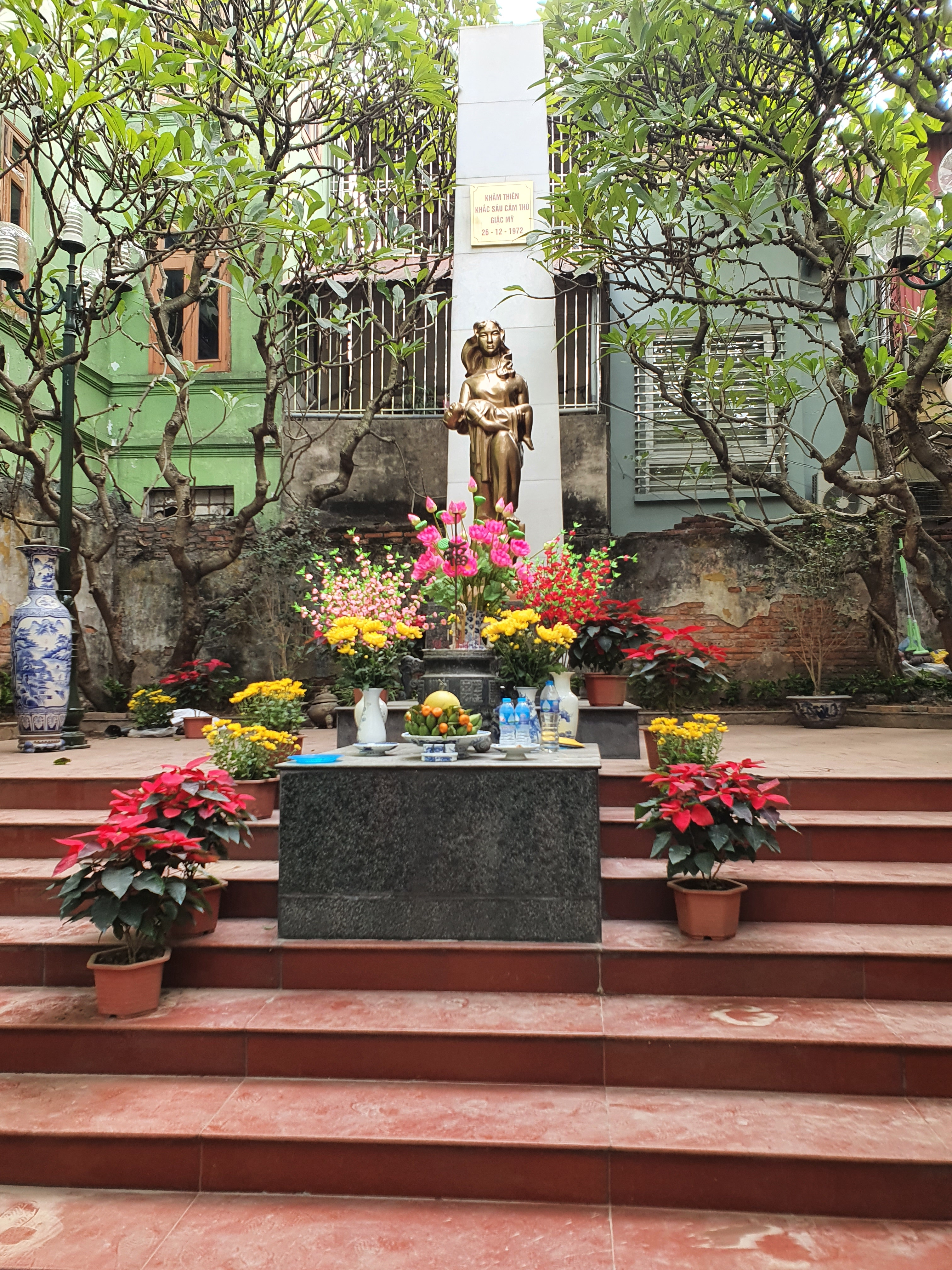
Đài tưởng niệm Khâm Thiên

Đầu năm 1973, đài tưởng niệm nạn nhân Khâm Thiên được dựng ngay trên nền 3 ngôi nhà số 47, 49 và 51 bị bom Mỹ san phẳng. Bức tượng được tạc từ một cảnh tượng có thật, khi những người dân dỡ đống đổ nát lên và tìm thấy thi thể một người mẹ đã qua đời nhưng vẫn cố gắng che chắn cho đứa con trong vòng tay của mình.

## Trong văn học Nghệ thuật
Trắng khăn tang em chẳng khóc đâu
Hỡi em gái mất cha mất mẹ
Nước mắt em làm nhòa mặt quân thù
Em phải bắn trúng đầu giặc Mỹ— Tố Hữu-Việt Nam máu và hoa, Tập thơ Tố Hữu-Nhà xuất bản Kim Đồng